# Si les parets parlessin
Si les parets parlessin (títol original en anglès If These Walls Could Talk) és un telefilm estatunidenc de 1996. Explica les situacions de tres dones diferents i les seves experiències amb l'avortament, mostrant els punts de vista populars de la societat sobre l'assumpte en cada època. Cadascuna de les tres històries té lloc a la mateixa casa, amb 22 anys de diferència: 1952, 1974, i 1996. Nancy Savoca va coescriure tots tres segments i en va dirigir els dos primers, mentre que Cher va dirigir l'últim.
Va estrenar-se al Festival Internacional de Cinema de Toronto, i es va convertir en un èxit per sorpresa i en la pel·lícula millor valorada de la història d'HBO. Va estar nominada, entre altres premis, a quatre Primetime Emmys i tres Globus d'Or.

## Argument

### 1952
Claire Donnelly (Demi Moore) és una infermera vídua que viu en un suburbi de Chicago, i quan es queda embarassada del seu cunyat (Jason London) decideix avortar per no perjudicar la família del seu marit. Però l'avortament en aquella època és estrictament il·legal, i una altra infermera (CCH Pounder) li proporciona el número de telèfon d'una dona que li pot trobar algú per realitzar l'avortament. Per telèfon, aquesta li diu a Claire que l'únic avortista fiable que coneix viu a Puerto Rico, però Claire no es pot permetre els costos de viatge. Després d'un intent fracassat d'acabar el seu embaràs amb una agulla de fer mitja, Claire contacta amb un home que va a casa seva i li realitza un procediment clandestí sobre la taula de la cuina. Claire finalment aconsegueix avortar, però mor poc després a causa de l'hemorràgia.

### 1974
Barbara Barrows (Sissy Spacek), una mare lluitadora amb quatre fills i un marit policia (Xander Berkeley) que fa el torn de nit, descobreix que ha de donar la benvinguda a un altre membre a la família. Recentment ha tornat a la universitat, i considera l'avortament amb el suport de la seva filla adolescent (Hedy Burress), però al final decideix continuar amb l'embaràs.

### 1996
Christine Cullen (Anne Heche) és una estudiant universitària que es queda embarassada d'un professor casat. Quan aquest se n'assabenta i talla amb ella i li ofereix diners, Christine es decideix a avortar. Després de consultar-ho amb la seva companya d'habitació (Jada Pinkett Smith), agafa hora amb la ginecòloga Beth Thompson (Cher). Però l'avortament té lloc durant una protesta violenta, i un manifestant antiavortament (Matthew Lillard) entra a la clínica i mata la Dra. Thompson.

## Repartiment
1952
- Demi Moore: Claire Donnelly
- Shirley Knight: Mary Donnelly
- Catherine Keener: Becky Donnelly
- Jason London: Kevin Donnelly
- CCH Pounder: Jenny Ford

1974
- Sissy Spacek: Barbara Barrows
- Xander Berkeley: John Barrows
- Hedy Burress: Linda Barrows
- Janna Michaels: Sally Barrows
- Ian Bohen: Scott Barrows
- Zack Eginton: Ryan Barrows

1996
- Anne Heche: Christine Cullen
- Cher: Dra. Beth Thompson
- Jada Pinkett Smith: Patti
- Eileen Brennan: Tessie
- Lindsay Crouse: Frances White
- Craig T. Nelson: Jim Harris
- Matthew Lillard: protestant

## Producció
Com a productora executiva, Demi Moore va estar set anys intentant aconseguir fer la pel·lícula, fins que el projecte finalment va rebre la llum verda d'HBO. Colin Callender, vicepresident de la cadena, va dir: "no crec que hi hagi un estudi al món que financés aquesta pel·lícula", i va lloar Moore i Cher per tenir el valor d'utilitzar la seva fama per a encarar l'assumpte de l'avortament. Cher va comentar: "va ser necessari algú amb el poder i fortalesa de Demi per a fer alguna cosa com aquesta. Sense aquesta força no s'hagués pogut fer. Aquests temes no són a la llista de 10 de coses a fer de tothom".

## Guardons
Nominacions
- 1997: Globus d'Or a la millor minisèrie o telefilm
- 1997: Globus d'Or a la millor actriu en minisèrie o telefilm per Demi Moore
- 1997: Globus d'Or a la millor actriu secundària en sèrie, minisèrie o telefilm per Cher
- 1997: Primetime Emmy al millor telefilm
- 1997: Primetime Emmy al millor muntatge per a minisèrie o especial per Elena Maganini
- 1997: Primetime Emmy a la millor perruqueria per a minisèrie o especial per Clare M. Corsick, Enzo Angileri, Sally J. Harper, Renate